# Нувакот
Област Нувакот е част от анчол Багмати във Непал, с площ от 1121 км2 и население 288 478 души (2001). Административен център е град Бидур.